# Масленников, Игорь Валентинович
Игорь Валентинович Масленников (род. 21 апреля 1965, Тольятти, Куйбышевская область, РСФСР, СССР) — советский и российский хоккеист — центральный нападающий, тренер. Мастер спорта СССР международного класса.

## Биография
Родился 21 апреля 1965 года в Тольятти. Воспитанник местного «Торпедо» (ныне «Лада»), первый тренер — Борис Попов.
Выступал за родное «Торпедо» (1981—1985, 1987—1988), оленегорскую «Звезду» (1985—1986), ярославское «Торпедо» (1988—1990), московский ЦСКА (1990—1992), итальянское «Больцано» (1992—1999) и германский «Аугсбург Пантер» (1999—2002). Всего сыграл около 1000 матчей, в которых забросил около 550 шайб, сделал около 700 результативных передач. На протяжении многих лет играл в одном звене с Сергеем Востриковым.
Второй призёр чемпионата СССР/СНГ 1992. Выступал за сборную СССР на «Призе „Известий“». Участник клубных суперсерий против команд НХЛ. Чемпион Италии 1995—1998. Лучший снайпер итальянской серии «А» 1996, 1998.
В 2003—2004 годах главный тренер орского «Южного Урала». Ныне тренер в СДЮШОР тольяттинской «Лады».